# Синьялы (Лапсарское сельское поселение)
Синья́лы (чув. Çĕньял) — деревня в Чебоксарском районе Чувашской Республики. Входит в состав Лапсарского сельского поселения.

## География
Находится в северной части Чувашии, почти примыкая с запада к границам районного центра поселка Кугеси.

## История
Известна с 1858 года. В 1897 году было 129 жителей, в 1926 — 36 дворов, 164 жителя, в 1939—183 жителя, в 1979—160. В 2002 году было 54 двора, 2010 — 39 домохозяйств. В 1931 образован колхоз «Арăслан», в 2010 году работало ООО «Чебоксарская птицефабрика».

## Население
Постоянное население составляло 113 человек (чуваши 97 %) в 2002 году, 124 в 2010.